# Managed Testing Services
Managed Testing Services (MTS), Betreibertestmodelle bzw. Betreibertestlösungen zählen zu den Managed Services (Betreibermodellen) und bezeichnen eine vergleichsweise neue Form der Auslagerung von Softwaretests an unternehmensexterne Dienstleister. Diese werden jedoch nicht einfach von Fall zu Fall beauftragt, sondern zum strategischen, langfristigen Partner, indem das Unternehmen dem Anbieter die Verantwortung für ganz bestimmte Testaufgaben in einem Zeitraum von ungefähr drei bis fünf Jahren vertraglich überträgt. Möglich wird dadurch unter anderem eine flexiblere, transparentere und besser kalkulierbare Abrechnung der Kosten, die weniger aufwands- und mehr ergebnisorientiert erfolgt. Durch das Geschäfts- und Distributionsmodell MTS lässt sich ein meist deutlich höherer Automatisierungsgrad beim Testen erreichen als dies unternehmensintern möglich ist. Das hierbei zu erzielende Einsparpotenzial ist umso größer, je mehr es sich um wiederkehrende, standardisierbare Testaufwände handelt, wie sie etwa durch regelmäßige Updates beim Betrieb großer SAP-Systeme entstehen. Außerdem steigen in vielen Unternehmen die Testaufwände allein schon durch den zunehmenden Einsatz von Standardsoftware mit immer kürzeren Release-Zyklen. Wird hierfür ein eigenes Testzentrum unterhalten, sind die dortigen Ressourcen meist nur phasenweise ausgelastet, wohingegen MTS auf einen effizienteren Einsatz der Ressourcen hoffen lassen.

## Begriffliche Abgrenzung
MTS sind explizit nicht gleichzusetzen mit dem (meist vorrangig technischen) Outsourcing von Softwaretests, sondern stellen vielmehr eine Alternative dar, die den Dienstleister deutlich stärker und langfristiger in die Verantwortung nimmt. So werden zwar auch bei MTS die Leistungen des Anbieters meist in Service Level Agreements definiert; die Kontrolle über die IT-Strategie, die gesamte Systemarchitektur und die Governance verbleiben allerdings weitestgehend beim Kunden, also beim beauftragenden Unternehmen. Dort fällt MTS in die Zuständigkeitsbereiche von IT-Management, Qualitätsmanagement und Produktentwicklung.
In Bezug auf den grundlegenden Ansatz, Software und Services nicht im Unternehmen selbst, sondern als Dienstleistung basierend auf Internettechniken bereitzustellen, zu betreuen und zu betreiben, ähnelt MTS auf den ersten Blick dem Paradigma der Software as a Service (SaaS). Ein wesentlicher Zusammenhang stellt vor allem die nutzungsorientierten Verrechnung von Testleistungen im Servicemodell dar, in die ggf. auch die notwendige Lizenzkosten für Werkzeuge einfließen. In diesem Zusammenhang findet immer häufiger der Begriff Testing as a Service (TaaS) Verbreitung.
Im Vergleich zu den Anbietern von Managed Services stellen Application Service Provider (ASP) i. d. R. kein Dienstleistungsspektrum bereit, sondern ganz bestimmte Anwendungen (z. B. ein ERP-System). Die Argumente für ASP und MTS sind jedoch ähnlich, beispielsweise Standardisierung, Flexibilität, Skalierbarkeit, Kostensenkung und nicht zuletzt die Fokussierung des Kunden auf dessen Kernkompetenzen.
Dadurch, dass MTS die Softwaretests weitestgehend standardisieren und automatisieren, wird häufig auch von einer zunehmenden „Industrialisierung“ der IT und Softwareentwicklung gesprochen.
Eine grundsätzliche Verständnisschwierigkeit ergibt sich aus der Mehrdeutigkeit des Begriffs „Service“. Service wird synonym für jegliche Dienstleistung ohne Rücksicht auf die Zahlungsweise oder Dauer der Nutzung benutzt. Managed Testing Services zielen auf die langfristige Erbringung klar definierter Testleistungen zu festen Preisen ab. Beide Vertragsparteien binden sich für einen zuvor festgelegten Zeitraum (i. d. R. mindestens drei Jahre) aneinander. Die vertragliche Bindung ermöglicht es den Dienstleistern, dass sich Investitionen über die Vertragslaufzeit amortisieren. Bei kurzfristiger Einzelnutzung ohne verbindliche Nutzungsquoten sind solche Modelle betriebswirtschaftlich riskant.

## Marktentwicklung
Beratungsunternehmen und Analysten (Frost&Sullivan, Gartner, Steria Mummert u. a. m.) erwarten übereinstimmend ein deutliches Wachstum im Bereich der IT-Services allgemein sowie der Managed Services im Besonderen. Unter den Managed Services wiederum soll das Testen von Software überdurchschnittlich stark steigen. So prognostiziert das britische Beratungshaus Ovum ein Marktvolumen von 56 Milliarden US-Dollar weltweit bis 2013, was einer durchschnittlichen jährlichen Steigerungsrate von 9,5 Prozent entspräche.
Das französische Beratungshaus Pierre Audoin Consultants (PAC) sagt gar 100 Milliarden Euro für 2014 voraus. Fast doppelt so schnell wie die Zahl der direkt in Unternehmen tätigen Softwaretester werde der Bereich externer Testdienstleistungen wachsen. Mit zunehmender Marktentwicklung werden sich PAC zufolge die Auftraggeber zusehends von rein aufwandsbasierten Preismodellen in Richtung höherwertiger MTS-Verträge orientieren, durch die die Dienstleister tatsächlich einen Anreiz haben, die Testprozesse ihrer Kunden kontinuierlich zu verbessern und zu standardisieren.
Neben den reinen Anwendungstests gewinnen durch die Etablierung des Cloud Computings auch Infrastrukturtests zunehmend an Bedeutung.
Ende 2010 nutzten etwa 27 Prozent der kleinen und mittleren Betriebe sowie 41 Prozent der Großunternehmen Managed Testing Services, so eine Marktanalyse von Steria Mummert Consulting.
Demnach werden mehr als die Hälfte der umgesetzten Outsourcing-Maßnahmen im Test-Umfeld beim Kunden vor Ort (onsite) ausgeführt.

## Ablauf eines MTS-Projekts
In einem ersten Schritt werden Handlungsbedarf und Einsparpotenziale analysiert sowie häufig in einem Pilotprojekt verifiziert. Auf dieser Basis unterbreitet der Anbieter dem Kunden ein individuelles Preismodell und übernimmt damit sozusagen auch einen Teil des Projektrisikos. Nur in Ausnahmefällen übernimmt der MTS-Anbieter Testelemente seines Kunden; vielmehr versucht er, weitestgehend auf eigene, bewährte Standards und Werkzeuge zu setzen.
Kombiniert man die Automatisierung der Software-Tests mit einer Verlagerung der Tätigkeiten in kostengünstigere Regionen (Onshoring, z. B. in Ostdeutschland, Nearshoring, z. B. in Rumänien oder Ägypten, Offshoring, z. B. in Indien oder Russland etc.), lassen sich nach Angaben der unterschiedlichen Anbieter Einsparungen zwischen 30 und 50 Prozent erzielen. Berücksichtigt man hierbei zudem nicht nur die reinen Testkosten isoliert, sondern den gesamten Lebenszyklus der Software (also beispielsweise auch die durch unzureichende Tests erst in der Produktion oder gar bei der Anwendung auftretenden Fehler), sind sogar noch höhere Einsparungen möglich.
Abgerechnet wird in Managed Testing Services weniger in Form der sonst üblichen Basis- und Fixkosten, sondern eher ergebnisorientiert. Deshalb ist es auch von besonderer Bedeutung, dass Ergebnisse und Kosten durch ein professionelles Reporting transparent für den Kunden werden. Im Vergleich zu bisherigen Modellen der Auslagerung von Softwaretests ergeben sich in MTS mehr Möglichkeiten für eine kundenspezifische Preisgestaltung. So kann auch nach Anzahl der Codezeilen oder Testfälle abgerechnet werden oder aber en bloc ein konzeptionelles Review für eine möglichst frühzeitige Erkennung von Softwarefehlern.
Dadurch, dass MTS oft über die rein technische Auslagerung von Prozessen weit hinausgehen, ist vom Anbieter bzw. von dessen Mitarbeitern nicht nur methodisches Wissen gefordert, sondern auch nicht unerhebliche Branchen- und Firmenkenntnis.

## Kritik
Inzwischen wird eine Vielzahl sehr unterschiedlicher Dienstleistungen als "MTS" angeboten, was eine schnelle Entscheidung für die Unternehmen erschwert. Die Definition des Begriffs, der Umfang der Leistungen und die Abrechnungsmodelle unterscheiden sich stark. Kritiker raten deshalb dazu, im ersten Schritt Zeit darin zu investieren, ein eindeutiges gemeinsames (auch sprachliches) Verständnis zwischen allen internen und externen Beteiligten zu suchen.
Zielkonflikte können dadurch entstehen, dass mit dem Testen eines Systems dieselben Dienstleister beauftragt werden, die das betreffende System auch implementiert oder gar entwickelt haben. Hier besteht das Risiko, dass der Dienstleister zwar die Funktionsweise seiner Software testet, nicht aber ob damit auch die Geschäftsanforderungen insgesamt erfüllt werden.
Nach wie vor sind MTS-Anbieter auf dem Markt, deren Mitarbeiter nicht nach internationalen Standards wie beispielsweise ISTQB (International Software Testing Qualifications Board) zertifiziert sind.
Bei Unternehmen mit besonders sicherheitskritischen Produkten wie etwa bei Banken und Versicherungen sind Sicherheitsfragen wie etwa Erfahrung mit der Synthetisierung von Daten von entscheidender Bedeutung.
Grundsätzlich gibt es außerdem Unternehmen, für die MTS schon allein betriebswirtschaftlich nicht in Frage kommen, beispielsweise für einen mittelständischen Betrieb im produzierenden Gewerbe, der nur zweimal pro Jahr Softwaretests durchführt.

## Anbieter
Der Markt für MTS ist noch vergleichsweise fragmentiert. Sogar Marktführer wie IBM kommen auf weniger als fünf Prozent globalen Anteil. Das Beratungshaus PAC gliedert die Anbieter von MTS in fünf Gruppen:
- Große Generalisten wie IBM, HP oder Accenture, die laut PAC oft als zu teuer und zu kundenunspezifisch wahrgenommen werden
- Offshoring-Spezialisten wie Wipro, TCS oder Cognizant, die auf Niedriglöhne in Asien setzen
- Regionale Generalisten wie etwa die deutsche T-Systems oder Anbieter wie Sopra und Steria mit besonderer Erfahrung in vertikalen Märkten
- Testspezialisten wie die deutsche SQS oder Anbieter wie NCC und Tescom, die mehr in Europa als in den USA aktiv sind, allerdings inzwischen ebenfalls sämtliche Shoring-Modelle anbieten
- Kleine, sehr spezialisierte Nischen-Anbieter